# Ivan Bolotnikov
Pour les articles homonymes, voir Bolotnikov.
Ivan Issaïevitch Bolotnikov (en russe : Иван Исаевич Болотников) (1565-1608) fut le chef du soulèvement populaire de 1606-1607 (rébellion de Bolotnikov, Восстание Ивана Болотникова), qui fit partie du temps des troubles en Russie.
Bolotnikov était né serf mais s'enfuit chez les Cosaques du Don. Il fut capturé un peu plus tard par les Tatars de Crimée et vendu comme esclave aux Turcs, qui en firent un galérien. Mais il parvint à s'évader et à gagner Venise. Il réussit à retourner en Russie en passant par l'Allemagne et la Pologne. Il arrive dans la ville de Poutivl (aujourd'hui en Ukraine) lorsqu'éclate une révolte populaire. Meneur d'hommes, Bolotnikov prend la tête du soulèvement qui se donne comme objectif de renverser le tsar Vassili Chouiski. Ses rangs s'accrurent rapidement : ils étaient composés de serfs, de paysans libres, de Cosaques et d'autres catégories de la population, y compris plusieurs boyards et cnéz. Dans ses proclamations, Bolotnikov n'appela pas seulement à lutter contre le tsar Vassili Chouiski, mais réclama également l'abolition du servage.
Au plus fort du soulèvement, il contrôlait plus de 70 villes dans le sud-ouest et le sud de la Russie et le bassin moyen et inférieur de la Volga. En octobre-décembre 1606, il assiégea Moscou, mais il fut battu et dut se retirer à Kalouga. Ses proclamations révolutionnaires contre les boyards avaient fini par effrayer la petite noblesse, qui l'avait un temps soutenu. En 1607, il fut vaincu et capturé près de Toula. Emprisonné à Kargopol, Bolotnikov fut aveuglé puis noyé en 1608.

## Source
- (en) Cet article est partiellement ou en totalité issu de l’article de Wikipédia en anglais intitulé « Ivan Bolotnikov » (voir la liste des auteurs).